# El Port de la Selva
El Port de la Selva és un municipi de la comarca de l'Alt Empordà. El terme municipal inclou la població de la Vall de Santa Creu. La vila del Port de la Selva és al nord de la península del cap de Creus, al sector septentrional de la Costa Brava.
Dista de Figueres 33 quilòmetres, i 70 de Girona. El terme municipal és dels més extensos de la zona. Té 41,49 km² i, per la costa, va des del rec d'en Feliu fins a la cala de Portaló. Per l'interior, fins als termes de Llançà, Vilajuïga, Pau, Palau-saverdera, Roses i Cadaqués.

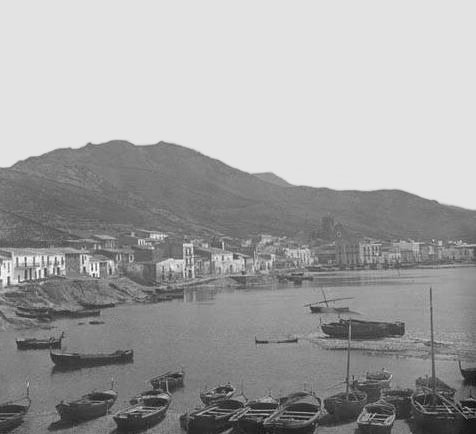
El Port de la Selva, en una imatge dels voltants de 1890.

Al Port de la Selva es combinen la blavor del Mediterrani, la verdor de les vinyes i, aixecant-se arran de mar, les muntanyes de la serra de Roda —que en aquest sector pren el nom de muntanya o serra de Verdera—, amb cims d'alçades destacades com Sant Salvador Saverdera (670 m) i el puig de Queralbs (621 m).

## Geografia
La serra de Roda, el contrafort més occidental dels Pirineus als peus del qual s'assenta la vila, es va formar pels plegaments de l'era primària. És constituïda tant per roques metamòrfiques com filonianes i plutòniques. La morfologia ha donat com a resultat unes costes escarpades a conseqüència de l'acció erosiva del mar i del vent, amb abundants valls fluvials inundades pel mar, que formen una costa articulada amb nombroses cales pintoresques, caps elevats i promontoris abruptes, a més d'illes que s'aixequen pel damunt d'una plataforma d'abrasió poc extensa.
- Llista de topònims del Port de la Selva (Orografia: muntanyes, serres, collades, indrets...; Hidrografia: rius, fonts...; Edificis: cases, masies, esglésies, etc.).

## Història

### Inicis
Les primeres referències històriques del lloc que ocupa el Port de la Selva són de l'any 974. En una donació de Gausfred I d'Empúries-Rosselló feta aquell any al monestir de Sant Pere de Roda, se cita el portus quod dicunt Armi-rodas. Fins a principis del segle xviii, però, no hi ha referències a l'existència d'un nucli de cases en aquest lloc. El 1725 se’n va iniciar la construcció de la primera església. De bon començament eren cases de pescadors que vivien a la Selva de Mar i a altres pobles dels entorns.
En aquestes cases guardaven el peix i els estris de pesca. Aquest petit nucli créixer fins que el 1787 va independitzar-se de la Selva de Mar, quan Carles III li va concedir la condició de vila reial. El 1815 la Vall de Santa Creu es va segregar de Selva de Mar i es va incorporar al municipi del Port de la Selva.
A mitjan segle xix, a la pesca es va afegir el comerç d'oli i vi. El 1879 la plaga de la fil·loxera, va arribar a l'Empordà des de França i en pocs anys va anorrear totes les vinyes. Això va provocar un important daltabaix en l'economia del poble. Com a conseqüència, moltes famílies es van veure obligades a emigrar.
Després d'aquell desastre, només les valls i les zones baixes de les muntanyes es van recuperar per al conreu, tot i que a partir dels anys 1960 l'activitat agrícola a poc a poc va perdre pes. La pesca i el turisme són els principals recursos del poble. El 2019 La confraria de Pescadors tenia una flota de deu embarcacions. Està especialitzada en la Gamba del Cap de Creus.

### Història recent
Des dels anys 1960 fins ara, l'explotació turística s'ha convertit en l'activitat econòmica més important del Port de la Selva. Els orígens de l'atracció turística del poble es remunten als anys 1920, quan va descobrir-lo un grup d'intel·lectuals. La bellesa de la badia va convertir aquells primers turistes en propagadors fervents del Port de la Selva.
Entre aquells primers turistes i propagadors dels encants del Port de la Selva, destaca J.V. Foix o també Josep Maria de Sagarra, que hi va trobar inspiració per algunes de les seves obres d'ambient mariner, com ara La balada de Luard, el mariner o Cançons de rem i de vela.
Amb l'increment del turisme, s'han multiplicat les urbanitzacions, que donen una nova fesomia a la vila i als voltants. Tot i això, el Port de la Selva encara conserva un caire de poble de pescadors.

## Llocs d'interès

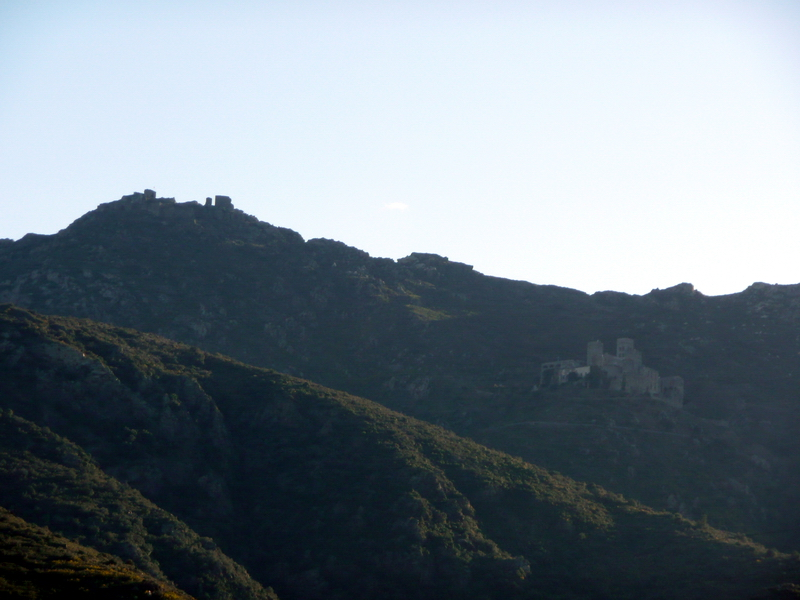
El monestir de Sant Pere de Roda i el castell de Verdera des de la Vall de Santa Creu

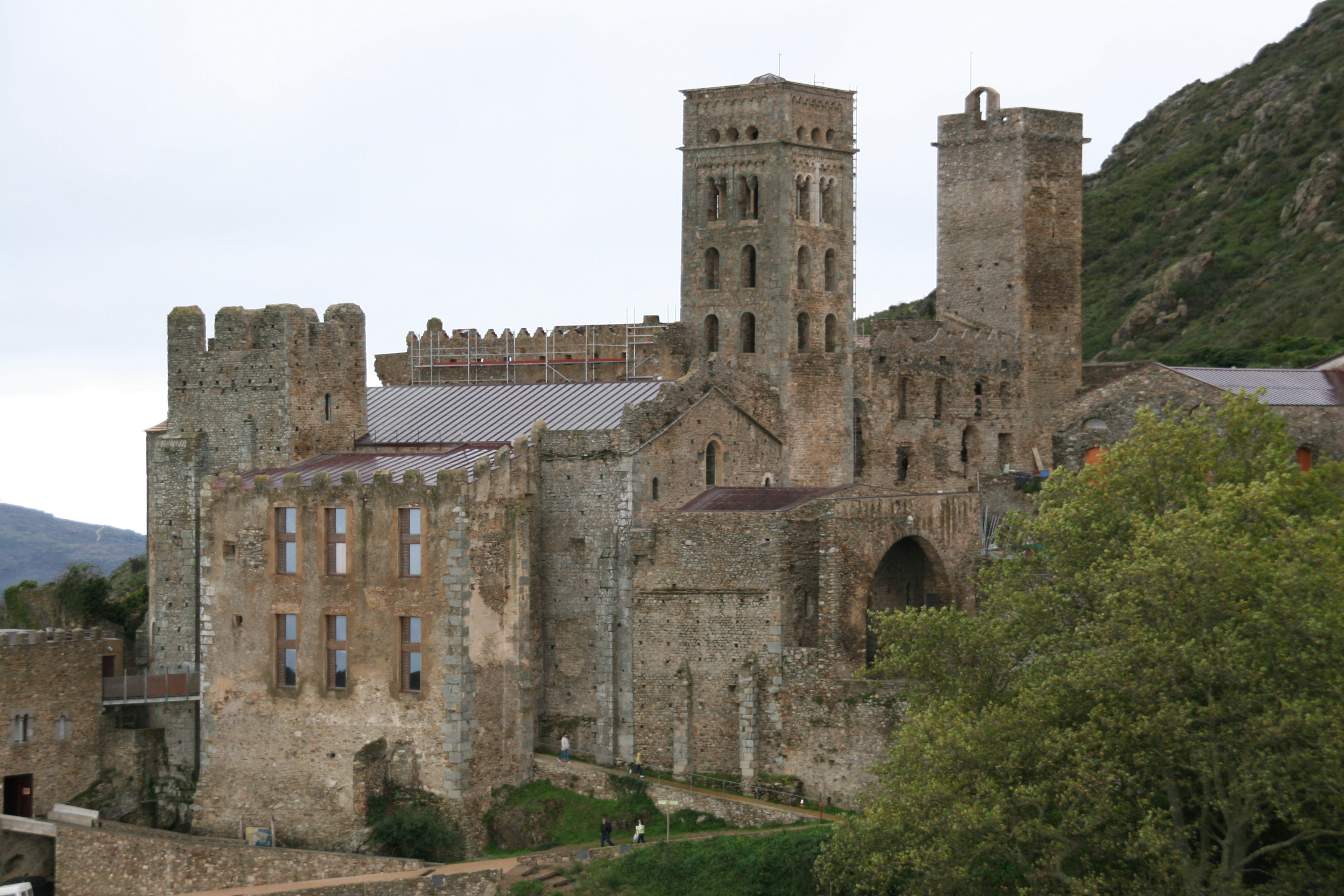
El monestir de Sant Pere de Roda

El Port de la Selva ofereix la possibilitat de tranquils passeigs vora mar, pel port, el Club Nàutic i el camí de ronda, en direcció a Llançà, o bé pel camí de les cales, fins a la Tamariua.
El patrimoni cultural correspon a tots els períodes històrics, des de la prehistòria fins a l'actualitat, amb vestigis de totes les èpoques; però destaquen, tant per qualitat com per quantitat, els monuments del període medieval.
Dintre del nucli urbà podem visitar l'església de Santa Maria de les Neus. S'hi venera una imatge gòtica de la Mare de Déu que procedeix del monestir de Sant Pere de Roda.
A la Vall de Santa Creu cal destacar l'església de Sant Fruitós i els carrers que menen cap a la font o cap al camí que puja al monestir de Sant Pere de Roda que, majestàtic, presideix l'entorn des de dalt la muntanya.
El megalitisme queda plasmat en quinze elements, dels quals destaquen els dòlmens de les Mores Altes, al costat de la carretera que puja del Port de la Selva al monestir de Sant Pere de Roda, i el paradolmen de la Pallera, just al costat de l'enllaç de la carretera esmentada amb la carretera de Vilajuïga a Sant Pere de Roda.
El patrimoni cultural del municipi té com a joia preuada el conjunt monumental de Sant Pere de Rodes, declarat Bé Cultural d'Interès Nacional pel Departament de Cultura de la Generalitat de Catalunya el 1997. Aquest conjunt el formen el monestir de Sant Pere de Roda, el castell de Verdera (o de Sant Salvador de Verdera) i l'antic poble de Santa Creu de Roda, centrat a l'església de Santa Helena de Roda.
A part d'aquest conjunt excepcional, hi ha altres monuments d'origen medieval, com ara l'església de Sant Baldiri de Tavellera, situada al massís del cap de Creus, arran del sender de llarg recorregut GR11, a uns cinc quilòmetres del nucli del Port.
Escampades pel territori hi ha també restes d'arquitectura popular que, dreçant-se entre la vegetació arbustiva que cobreix antigues zones de conreu, mostren un paisatge fortament humanitzat, amb nombroses parets seques. Altres elements visitables són els forns de rajols de Canavall, al costat del molí de Canavall —un antic molí de gra— i del Corral de l'Almeda.

## Activitats esportives
El Port de la Selva ofereix la possibilitat de practicar-hi un bon nombre d'activitats esportives tant a l'estiu com a l'hivern.
Per una banda, les nombroses alternatives que ofereix el mar:
- La badia del Port de la Selva reuneix les condicions adequades per a l'esquí aquàtic, la natació o el rem, amb un mar habitualment tranquil a l'estiu. S'hi pot aprendre a practicar vela, natació, caiac, etc.

- També és un lloc idoni per a la pràctica del windsurf, sobretot quan bufa la tramuntana, que ofereix l'avantatge que sempre porta cap a la costa.

- S'hi pot gaudir, també, de passejades amb vaixell, que permeten descobrir els paratges que amaga el cap de Creus, bé llogant una embarcació, bé fent ús dels creuers que ens duen a les diferents cales.

- A més dels itineraris que hi ha al voltant del poble, el Port de la Selva presenta un terreny ideal per a la pràctica del ciclisme de muntanya (més de 30 km de pistes forestals senyalitzades) i de carretera.

- Una altra possibilitat és el parapent, que es practica des de la zona de Sant Salvador Saverdera, on hi ha diverses zones de sortida al voltant del castell. Com a zona d'aterratge se n'utilitza la platja de la Ribera del Port de la Selva.

## Platges
Aquest racó del cap de Creus compta amb algunes de les millors platges de la costa catalana. S'hi poden trobar des de platges de sorra fina fins a platges formades per còdols per l'acció erosiva del mar i el vent, però totes tenen en comú l'aigua cristal·lina que caracteritza la costa del cap de Creus, perfecta per practicar-hi qualsevol activitat marítima. Des de fa anys, la Generalitat inclou, en el programa de vigilància i informació de l'estat de les platges, quatre platges del terme municipal en categoria destacada: la platja del Port de la Vall, la de la Tamariua, la del Port de la Selva i la del Pas.

## Demografia
| Entitat de població | Habitants (2024) |
| el Port de la Selva | 1.009            |
| Serra de Rodes      | 34               |
| Cap de Creus        | 15               |
| Font: Idescat       |                  |

| 1497 f | 1515 f | 1553 f | 1717 | 1787  | 1857  | 1877  | 1887  | 1900  | 1910  |
| ------ | ------ | ------ | ---- | ----- | ----- | ----- | ----- | ----- | ----- |
| 40     | -      | 62     | -    | 2.718 | 1.502 | 1.652 | 1.781 | 1.441 | 1.427 |

| 1920  | 1930  | 1940 | 1950 | 1960 | 1970 | 1981 | 1990 | 1992 | 1994 |
| ----- | ----- | ---- | ---- | ---- | ---- | ---- | ---- | ---- | ---- |
| 1.323 | 1.050 | 905  | 901  | 709  | 958  | 725  | 831  | 790  | 790  |

| 1996 | 1998 | 2000 | 2002 | 2004 | 2006 | 2008  | 2010 | 2012  | 2014 |
| ---- | ---- | ---- | ---- | ---- | ---- | ----- | ---- | ----- | ---- |
| 813  | 782  | 877  | 897  | 922  | 908  | 1.029 | 993  | 1.011 | -    |

| 2016 | 2018 | 2020 | 2022  | 2024  | 2026 | 2028 | 2030 | 2032 | 2034 |
| ---- | ---- | ---- | ----- | ----- | ---- | ---- | ---- | ---- | ---- |
| 994  | 980  | 958  | 1.015 | 1.061 | -    | -    | -    | -    | -    |

## Cultura
Diverses obres de l'escriptor i poeta Josep Maria de Sagarra transcorren al Port de la Selva. El recull de poemes Cançons de rem i de vela (1923), la novel·la All i salobre (1929) i l'obra teatral El Cafè de la Marina (1933).
El poeta Josep Vicenç Foix va escriure part de la seva obra inspirant-se en el municipi i el Cap de Creus, com el poemari L'Estrella d'en Perris (1963).
Al cinema, diverses pel·lícules s'han rodat fent servir el poble com escenari. És el cas de El cafè de la Marina (Domènec Pruna, Espanya, 1933), La hija del mar (Antonio Momplet, Espanya, 1953), La barca sin pescador (Josep Maria Forn, Espanya, 1964) o An Angel at My Table (Jane Campion, Austràlia, 1990).
En el camp de la traducció, Joaquim Ventalló tradueix tots els àlbums del còmic Les aventures de Tintín al català, inspirant-se en el llenguatge dels mariners i pescadors del Port de la Selva especialment per traduir els renecs del personatge del Capità Haddock.